# 南杨庄乡
南杨庄乡，是中华人民共和国河北省张家口蔚县下辖的一个乡镇级行政单位。位于蔚县中部，县城东10余公里处。

## 地理
乡域内部地势北部较为平缓，向南地势逐渐升高。

## 历史沿革
该乡1957年属代王城乡，1961年置南杨庄乡。

## 行政区划
南杨庄乡下辖以下地区：
南杨庄北堡村、西北江村、高店村、牛大人庄村、麦子疃村、南杨庄南堡村、南杨庄西庄村、南梁庄村、东大云疃村、柳河口村、九辛庄村、九宫口村和东北江村。

## 交通
沙蔚铁路横穿该乡东西，张石高速公路纵贯该乡南北。

## 古迹
该乡高店村、牛大人庄、九宫口村等处残留有一些古堡建筑，乡内遗存的戏楼及真武庙建筑内有壁画残留。该乡柳河口村南有罗汉洞（一名奶奶洞），内有诸多神佛像，残留有明清的碑记。

南杨庄乡麦子疃村西北杨家坟上有元至治元年（1321）蔚州杨氏先茔碑，碑文及提额为书法家赵孟𫖯所书。为省重点文物保护单位。